# Челе-кула
Челе-кула, Вежа з черепів (серб. Ћеле Кула) — вежа, що значною мірою збудована з людських черепів, розташована в місті Ниш, Сербія. Упродовж 1809 Битви на Чегарі, що проходила в рамках Першого сербського повстання, сербські революціонери на чолі з Стеваном Сінджелічем були атаковані турецьким військом на пагорбі Чегар, поблизу міста Ниш. Аніж здатись туркам та бути посадженими на палю, Сінджеліч вистрелив по пороховому складу, чим призвів до загибелі себе, всіх сербських повстанців та турецьких солдат довкола. По цьому, турецький візир Ниша Хуршід Паша, наказав зробити вежу з черепів загиблих сербських революціонерів. Вежа сягає 3 м висотою та початково містила 952 вставлених в неї з чотирьох сторін чотирнадцятьма рядами черепів.
Після відступу турків з Нишу 1878 року, над вежею було збудовано дах, а 1892 року навколо неї було збудовано каплицю. 1937 року каплицю було відремонтовано. У наступні роки також було поставлено бюст Сінджеліча. 1948 року Вежу з черепів та каплицю, що її оточує, було визнано пам'яткою культури надзвичайної важливості й взято під охорону Соціалістичною Республікою Сербія. Наступний ремонт каплиці відбувся 1989 року. Станом на 2013 рік, у вежі залишаються 54 черепи; череп, що вважається Сінджелічевим огорнено скляною ємністю. Вежа, яку серби розглядають як символ незалежності, згадується в записах французького поета епохи романтизму Альфонса де Ламартіна, а також англійського письменника-мандрівника Александр Вільям Кінглейк. За два століття, що минули з часу спорудження, вежа стала популярним місцем серед туристів, що відвідується від 30 до 50 тис. осіб щорічно.

## Історія

### Передумови
За часів Османської імперії, турецькі війська були відомими створенням веж з черепів своїх ворогів, для створення відчуття жаху серед противників.  Перше сербське повстання проти османського панування вибухнуло 1804 року, на чолі з Карагеоргієм. 19 травня 1809 року 3000 сербських революціонерів, що велись воєводою (серб. вoјвода) Стеваном Сінджелічем були атаковані великим турецьким військом на пагорбі Чегар, що розташований поблизу міста Ниш. Через брак координації серед сербських командирів, революціонери не змогли отримати жодної підтримки від інших загонів сербських повстанців. Турки, що чисельно переважали, втратили тисячі солдат в чисельних атаках проти сербів, але врешті решт змогли зламали сербські лінії. Знаючи, що він та вояки під його командуванням ризикують бути посадженими на палю в разі полону, Сінджеліч взяв свою кременеву рушницю й вистрелив по пороховому льоху свого окопу. Вибух, що стався, вбив його, усіх сербських революціонерів, а також всіх турецьких солдат довкола.

### Спорудження

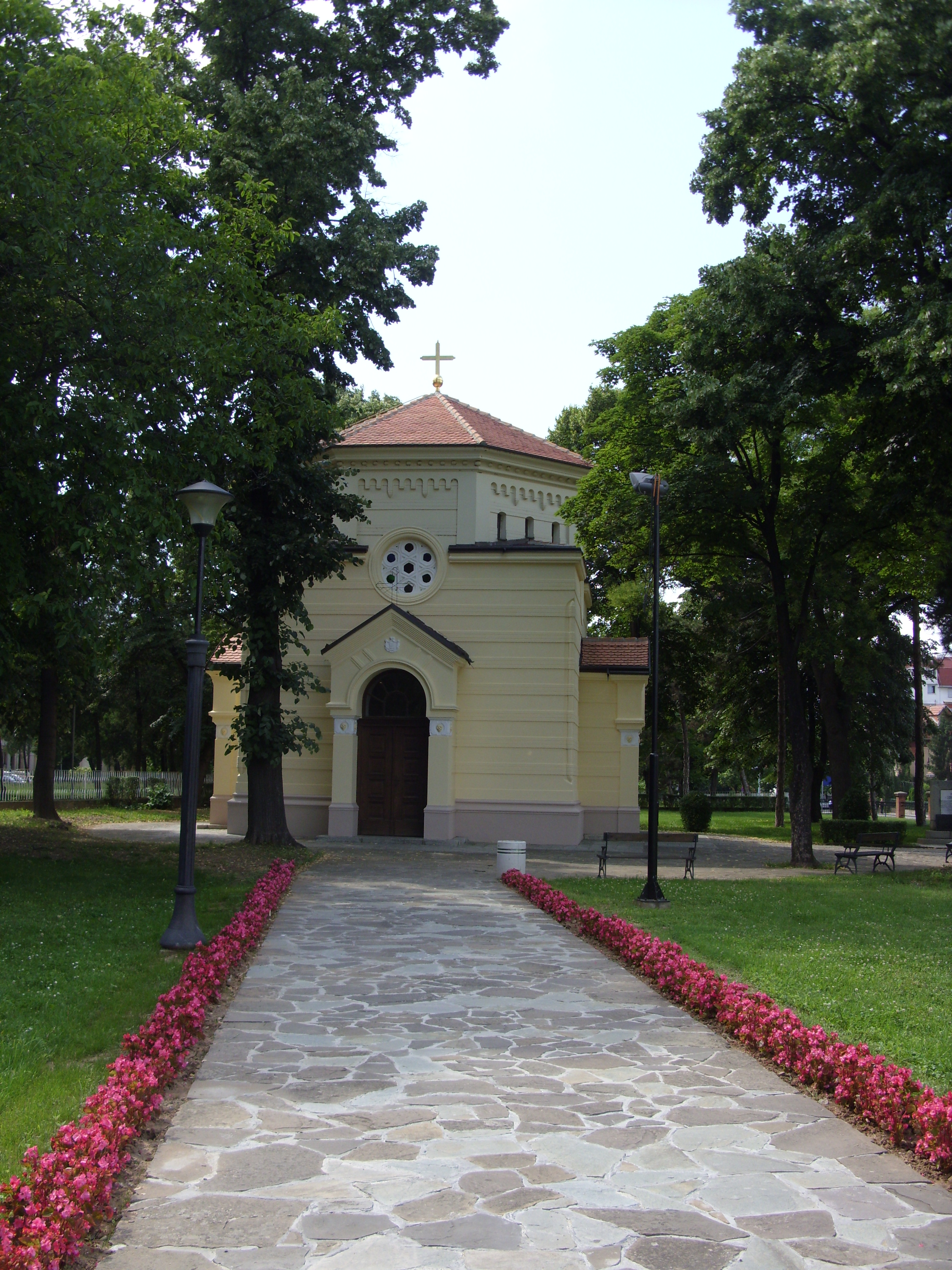
Каплиця

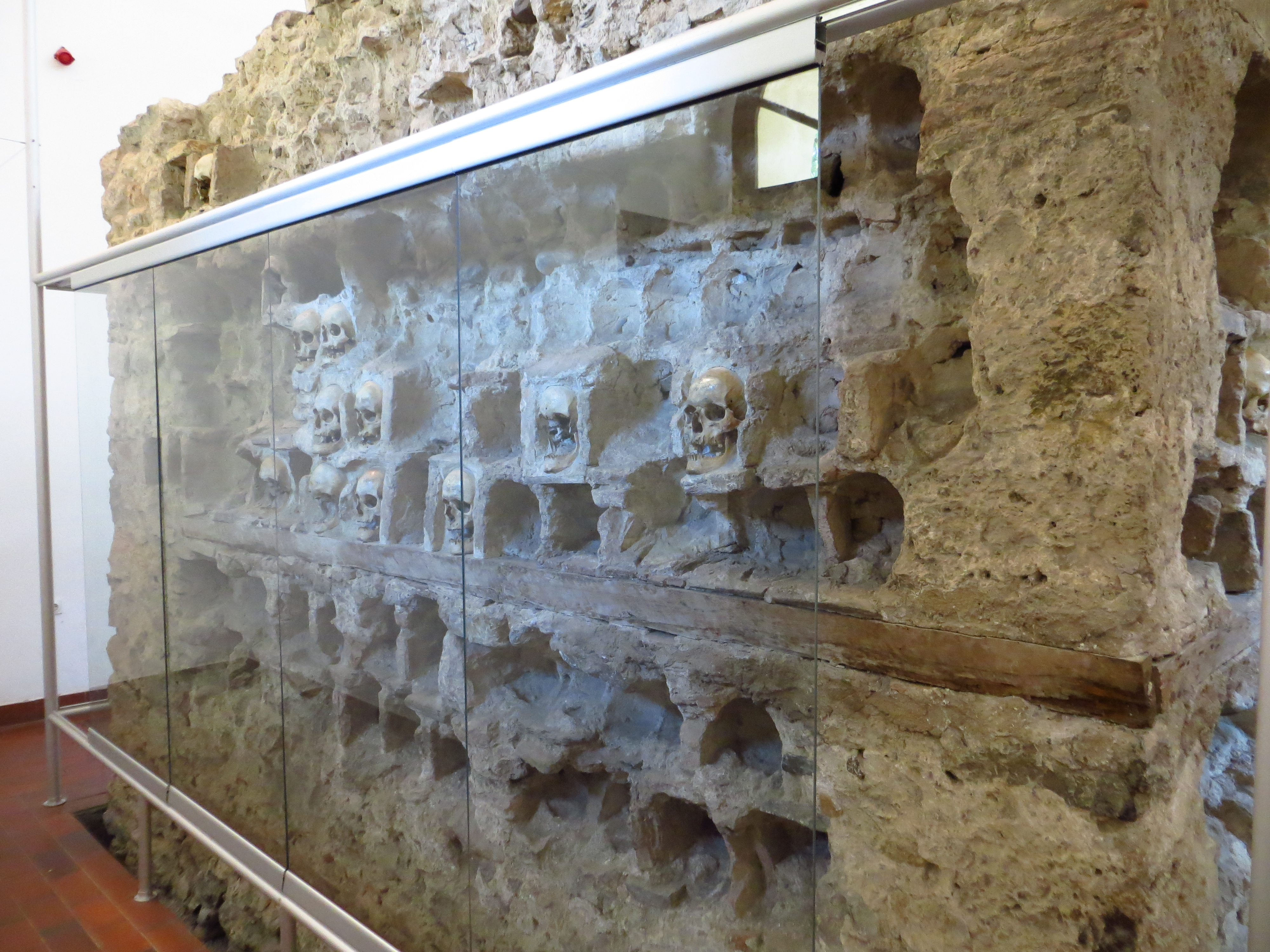
Усередині

Після бою турецький візир Ниша, Хуршід Паша, наказав стягнути шкіру з голів Сінджеліча та його вояків, зробити з них опудала та надіслати до османського султана Махмуда II. По тому, черепи було повернуто до Ниша, де турки збудували Вежу з черепів як застереження для майбутніх поколінь проти намірів повстати проти Османської імперії. Вежа сягає 3 м висотою, та початково містила 952 черепи, що були вставлені в неї з чотирьох сторін у чотирнадцять рядів. У наступні роки, багато черепів повипадали зі стін вежі, деякі було забрано для поховання близькими, що вважали, що можуть визначити котрі з черепів належать їх загиблим членам родин, а деякі було забрано мисливцями за сувенірами. Коли османи відступили з Нишу 1878 року, вежу було покрито дахом, для захисту її від впливу стихій. 1892 року за проектом архітектора Дімітріє Леко на кошти зібрані з пожертв з усієї Сербії над вежею було збудовано каплицю. На меморіальній табличці встановленій поруч з каплицею 1904 року написано: «Першим освободителям Сербії після Косово.» Каплицю було відремонтовано 1937 року, а наступного року було поставлено бюст Сінджеліча. 1948 року Вежу з черепів та каплицю, що її оточує, було проголошено пам'яткою культури надзвичайної важливості й взято під охорону Соціалістичною Республікою Сербія. Подальший ремонт каплиці було проведено 1989 року. Станом на  2014, у вежі залишаються 54 черепи, череп, що вважається Сінджелічевим зберігається в скляній ємності.

### Важливість та зображення в балканській культурі
За століття, що минули з часу спорудження вежі, вона стала символом сербської незалежності та місцем паломництва для сербів. Вона вважається одним з найвідвідуваніших місць Сербії, яке щорічно відвідують від 30 до 50 тис. осіб.. На початку 1830-х французький поет-романтист Альфонс де Ламартін написав про вежу після відвідування Ниша, що тоді ще перебувало в складі Османської імперії::
Я побачив велику вежу, що видавалась посеред рівнини як  пароський мармур… [П]ідіймаючи свої очі на монумент, я виявив, що стіни, які я вважав збудованими з мармуру чи білого каменю, складались з правильних рядів людських черепів; ці черепи, вибілені дощем та сонцем, скріплені невеликою кількістю піску та вапняку, повністю формували тріумфальну арку, яка зараз прихищала мене від жару сонця. У деяких місцях, ділянки волосся досі звисали та розвивались, як лишайник чи мох, з кожним подихом вітру. Гірський бриз, що тоді свіжо дув, проникав незлічені порожнини черепів і звучав як скорботні й жалібні зітхання. Мої очі й моє серце привітались з останками цих мужніх чоловіків, чиї відрізані голови стали наріжним каменем незалежності їх батьківщини. Хай серби пам'ятають цей пам'ятник! Він завжди навчатиме їх дітей цінності незалежності людей, показуючи їм справжню ціну, що їх батьки мали заплатити за неї.
1849 року британський мандрівник Александр Вільям Кінглейк описав Вежу з черепів як будівлю, що захопила його найбільше в усій Османській Сербії, кажучи, що він був враженим «простою величчю задуму архітектора» й що він був охоплений «вишуканою красою ліпнини». У Військовому музеї в Белграді виставляється реплікація вежі. До розпаду Югославії десятки тисяч школярів з усієї республіки відвідували оригінал в Ниші.

### Книги
- (англ.) Judah, Tim (2000). The Serbs: History, Myth and the Destruction of Yugoslavia. New Haven, Connecticut: Yale University Press. ISBN 978-0-300-08507-5.
- (англ.) Longinović, Tomislav Z. (2011). Vampire Nation: Violence as Cultural Imaginary. Durham, North Carolina: Duke University Press. ISBN 978-0-8223-5039-2.
- (англ.) Merrill, Christopher (2001). Only the Nails Remain: Scenes from the Balkan Wars. Lanham, Maryland: Rowman & Littlefield Publishers. ISBN 0-7425-1686-5. Архів оригіналу за 4 квітня 2015. Процитовано 26 березня 2016.
- (англ.) Morrison, Walter Angus (1942). The Revolt of the Serbs Against the Turks: 1804–1813. Cambridge: Cambridge University Press. ISBN 978-1-107-67606-0. Архів оригіналу за 2 березня 2014. Процитовано 26 березня 2016.
- (англ.) Quigley, Christine (2001). Skulls and Skeletons: Human Bone Collections and Accumulations. Jefferson, North Carolina: McFarland. ISBN 978-0-7864-1068-2.
- (англ.) Vankovska, Biljana; Wiberg, Haken (2003). Between Past and Future: Civil-Military Relations in Post-Communist Balkan States. London: I.B.Tauris. ISBN 978-1-86064-624-9.

### Наукові журнали
- (англ.) Stoklund, Bjarne; Niedermuller, Peter (2001). Ethnologia Europaea. Copenhagen, Denmark: Museum Tusculanum Press. 31. ISSN 1604-3030. {{cite journal}}: Пропущений або порожній |title= (довідка)

### Вебсайти
- (серб.) Babović, S. (14 липня 2009). Ćele-kula za svetsku baštinu [Skull Tower as World Heritage]. Večernje novosti (Serbian) . Архів оригіналу за 4 квітня 2018. Процитовано 26 березня 2016.
- (серб.) Miltojević, Branislav (29 травня 2009). Kula od lobanja [A Tower of Skulls]. Večernje novosti (Serbian) . Архів оригіналу за 5 червня 2020. Процитовано 26 березня 2016.